# 厄德二世 (勃艮第)
厄德二世（1118年—1162年6月27日），勃艮第公爵（1143年－1162年）。厄德二世是勃艮第公爵于格二世與蒂雷訥伯爵戈蒂耶爾和普雷勒的阿德琳娜的女兒蒂雷訥的瑪蒂爾達的長子。據說厄德二世曾在葡萄牙與摩爾人作戰。在法國國王路易七世於1137年到來勃艮第公國之時，他拒絕向路易七世表示效忠，但教皇阿德里安四世的判決迫使他這樣做。厄德二世也是一個掠奪者，所以他不得不前往聖地朝聖以贖罪。最後厄德二世在旅途中逝世。 

## 家庭
厄德二世迎娶香檳伯爵蒂博二世和克恩頓的瑪蒂爾達的女兒香檳的瑪麗亞 (1128年-1190年)，兩人有子女三人:
- 阿莉克絲（法语：Alix de Bourgogne (1146-1209)）（1146年-1209年），1164年嫁給波旁勳爵阿爾尚博六世（死於1171年）的兒子阿爾尚博（死於1169年）[1]
- 于格三世（1148年–1192年），勃艮第公爵[1]
- 瑪豪特（法语：Mathilde de Bourgogne (apr. 1145-1201)）（1145年–1201年），嫁給奧弗涅伯爵羅伯特四世（法语：Robert IV d'Auvergne (comte)）[1]